# IC 3123
IC 3123 је појединачна звијезда у сазвјежђу Дјевица која се налази на листи објеката дубоког неба у Индекс каталогу.
Деклинација објекта је + 8° 3' 51" а ректасцензија 12h 18m 27,7s. IC 3123 је још познат и под ознакама SAO 119318.